# Geheim Comité
Het Geheim Comité (Russisch: Негласный комитет; Neglasny komitet) was een onofficiële adviescommissie tijdens de regering van tsaar Alexander I in het Russische Rijk. Het Geheim Comité bestond van juni 1801 tot eind 1803.
Het Geheim Comité bestond uit de dichtste metgezellen van de tsaar; de zogenoemde "jonge vrienden". Hieronder waren graaf Pavel Stroganov, prins Adam Jerzy Czartoryski, de graven Viktor Kotsjoebej en Nikolaj Novosiltsev. Michail Speranski nam ook actief deel aan het Geheim Comité, maar was geen formeel lid.
Het Geheim Comité was een plaats voor het discusseren over veel zaken die de overheid uitvoerde, zoals de Senaathervorming, de oprichting van ministeries in 1802 en andere zaken. Het comité besteedde veel aandacht aan zaken met betrekking tot de kleine boeren en vaardigde een aantal oekazes uit hiervoor, zoals oekazes voor het toestaan van de aankoop van land door handelaren en kleinburgerij (мещане; mesjtsjane) (1801), voor gratis brood voor ploegers (вольные хлебопашцы; volniye chlebopasjtsy) (1803) en anderen.